# Texiguat
Texiguat é uma cidade hondurenha do departamento de El Paraíso.